# Festive Fifty
Festive Fifty ist eine britische Radioshow, die 1976 von John Peel entwickelt wurde. Ausgestrahlt werden gegen Ende des Jahres eine Liste von Musikstücken, die von den Hörern von Peels Programm bei BBC Radio 1 zu den Besten gezählt wurden. Ursprünglich wurden die jeweils besten Songs aller Zeiten gewählt. Die Show wurde später von dem Internetsender Dandelion Radio übernommen.

## Festive 50 number ones
- 1976 Stairway to Heaven – Led Zeppelin (all time)
- 1977 Dancing the Night Away – The Motors
- 1978 Anarchy in the UK – The Sex Pistols (all time)
- 1979 Anarchy in the UK – The Sex Pistols (all time)
- 1980 Anarchy in the UK – The Sex Pistols (all time)
- 1981 Atmosphere – Joy Division (all time)
- 1982 Temptation – New Order (year) / Anarchy in the UK – The Sex Pistols (all-time)
- 1983 Blue Monday – New Order
- 1984 How Soon Is Now? – The Smiths
- 1985 Never Understand – The Jesus and Mary Chain
- 1986 There Is a Light That Never Goes Out – The Smiths
- 1987 Birthday – The Sugarcubes
- 1988 Destroy The Heart – The House of Love
- 1989 Can’t Be Sure – The Sundays
- 1990 Bill Is Dead – The Fall
- 1991 Smells Like Teen Spirit – Nirvana
- 1992 Geek Love – Bang Bang Machine
- 1993 Enough is Enough – Chumbawamba & Credit to the Nation
- 1994 I Want You – Inspiral Carpets featuring Mark E. Smith
- 1995 Common People – Pulp
- 1996 Come Out 2 Nite – Kenickie
- 1997 Brimful of Asha – Cornershop
- 1998 Pull the Wires from the Wall – The Delgados
- 1999 Cognoscenti vs. Intelligentsia – The Cuban Boys
- 2000 Twist the Knife – Neko Case & Her Boyfriends (year) / Atmosphere – Joy Division (all time)
- 2001 Chinese Whispers – Melys
- 2002 Girls are the New Boys – Saloon
- 2003 Don't Touch That Dial – Cinerama
- 2004 Theme From Sparta FC Part 2 – The Fall
- 2005 Grumpy Old Men – Jegsy Dodd
- 2006 I'm Your Boyfriend Now – Tall Pony
- 2007 Atlas – Battles
- 2008 50-Year-Old Man – The Fall
- 2009 There Are Listed Buildings – Los Campesinos!
- 2010 Philadelphia – Standard Fare
- 2011 Let England Shake – PJ Harvey
- 2012 Husbands – Savages
- 2013 Two Bridges – The Wedding Present
- 2014 The Nation Needs You (2014 Version) – The Cuban Boys
- 2015 Paul – Girl Band
- 2016 Blackstar – David Bowie